# تسوگومی اوبا
تسوگومی اوبا (انگلیسی: Tsugumi Ohba) یک مانگاکا، و نویسنده اهل ژاپن است. او نویسنده آثار مانگا دفتر مرگ و باکومن است.